# Bồ câu lam Seychelles
Bồ câu lam Seychelles (tên khoa học Alectroenas pulcherrimus) là một loài chim trong họ Columbidae.